# Атул Додія

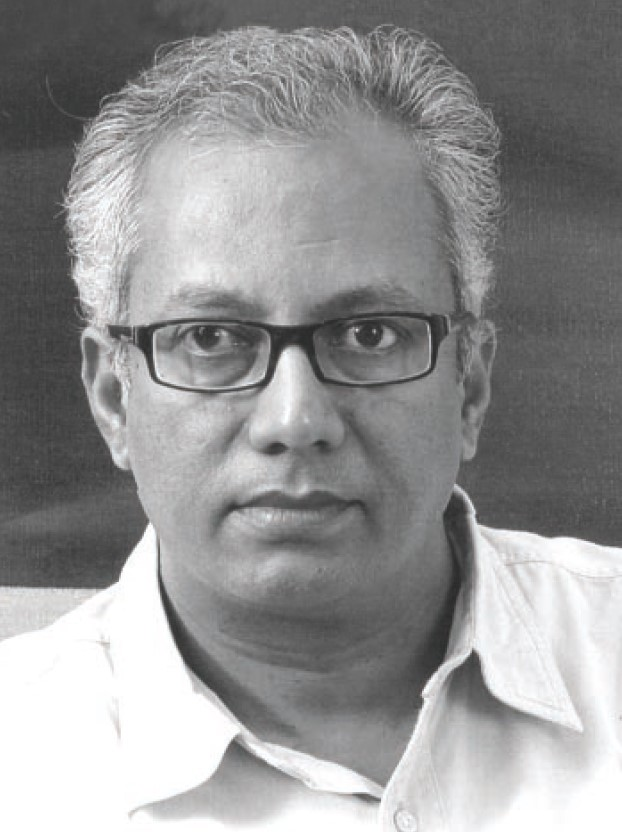
Атул Додія

Атул Додія (*अतुल डोडिया, 20 січня 1959) — сучасний індійський художник та графік.

## Біографія
Народився у 1959 році в Гхаткопарі, одному з передмість м. Мумбаї. Його батько був цивільним підрядником. У 13 років Додія захопився живописом. навчався у школі, проте не зміг скласти іспит на сертифікат середньої школи. Втім зрештою поступив до художньої школи Джей Джей, яку закінчив у 1982 році зі ступінем бакалавра в галузі образотворчого мистецтва. Тут познайомився з майбутньою дружиною. У 1988 році вперше бере участь у груповій виставці у Мумбаї. У 1989 році відбулася його перша персональна виставка.
У 1991–1992 роках продовжив навчання у Національній вищій школі красних мистецтв, отримавши стипендію від уряду Франції. У 1992 році у Парижі відбувається його персональна виставка. По поверненню на батьківщину у 1993 році бере участь у виставках у Нью-Делі, Мумбаї, Колкаті.
Відомість Додлії у 1999 році принесла серія картин, присвячен Махатмі Ганді, де художник прагнув відновити зображення з забутої біографії індійського політичного лідера. Іншою його відомою роботою стало створення серії «Зображення лабораторії», яку було показано в Токіо у 2001 році.
Загалом Атул Додія брав участь у 18 групових виставках та мав 13 персональних виставок. Вони відбувалися як в Індії (Нью-Делі, Мамбаї, Колката, Ахмедабад), та й в інших країнах (Франція, Велика Британія, Кувейт, Японія, Сінгапур, США, Іспанія, Німеччина, Нідерланди, Бразилія, Тайвань, Італія, Південна Корея, Фінляндія, Норвегія, Мексика, Канада, Португалія, Оман). На тепер Додія живе та працює в Мумбаї.

## Творчість
Роботи А.Додії включають в себе живопис, скульптурні інсталяції та артефакти в змішаній техниці. Має декілько напрямків. Перший напрямок — алегорична драматизація життя художника в студії. Його найкращим чином відображено в таких картинах, як «Кислий виноград» (1997 рік), «Дадагірі» (1998 рік), «Гангаватаран: після Раджа Раві Варми» (1998 рік), «Шосе у Мансур» (1999 рік), задуманих як значний засіб мальовничої виразності. Додія оживлює простір картини яскравими внутритекстовими засобами художньої майстерності. До цього напрямку можна віднести також серію «Тріщини в Мондріані» (2004–2005 роки), яка відображає захоплення А.Додії улюбленими художниками і творами мистецтва. У картинах про Мондріана, він використовує створену для себе художню генеалогію, в якій в ролі його попередників і прикладів для наслідування виступають Мондріан, Бенодебехарі Мукерджі, Джаспер Джонс, Раджа Раві Варма, Герхард Ріхтер і Мансур.
Другий напрямок мистецтва Додіі засновано на його роздумах про постколоніальну національну державу і долю громадянина-художника. Найбільш гостро це виражено в таких картинах, як портрет «Людина з Чакко» (1998 рік) і 10 великоформатних акварелях під загальною назвою «Tearscape» (2001 рік). У цій серії найчастіше помітний переважаючий образ жінки: трохи аскетичний, трохи божевільний, трохи пекельний.
Додія часто повертається до образу Махатми Ганді. Для створення таких картин, як «Бапу в картинній галереї Рене Блок, 1974» (1998 рік), художник використовував архівну фотографію як відправну точку для створення потужних вигаданих портретів Махатми в ролі цілителя і рятівника.
Третій напрям творчості Додіі є своєрідною автобіографією, що відобразилося у створенні непрямого автопортрета за допомогою свого соціального та культурного внеску. Атул зобразив найперші прихистки свого емоційного життя в картинах «Лист від батька» (1994 рік), «Нічна студія» (1994 рік), і «Дуаньє, вуса мого батька», «Інші історії» (1996 рік), що відображають його спогади про родину та сусідів. Додія також створив вишукані мальовничі «розповіді» про самого собі, найзначущим є картина «Бомбейский пірат», в якій він зобразив себе, як щось середнє між Джеймсом Бондом, Шахрух Кханом і А.Дюрером.
Четвертий напрямок творчості походить від його захопленні популярною культурою. У таких картинах, як «Героїчне шахрайство» (1996 рік) і «Габбар на Гамбозі» (1997 рік), Додія створив світ збірних фантазій — втілення кінематографа. Він запозичував образи з класичного і популярного кіно, використовував культові фільми Сатьяджіта Рея, Рітвіка Гхатака, Гуру Датта і Мехбуб Кхана, комерційні фільми 1930-х років, змішав персько-арабські фантазії і міфологію індійських епосів, а також індійські фільми 1970-х років.
П'ятий напрям відображає віру Додіі в те, що людина не просто грає за сценарієм успадкованих національних етичних і релігійних особливостей — він ліпить свою особистість з різноманітного культурного матеріалу. Художник доводить важливість культурного розвитку особистості у 48 великоформатних акварелях, що склали серію «Побляклі предки» (2008 рік).